# Paul Sequeira

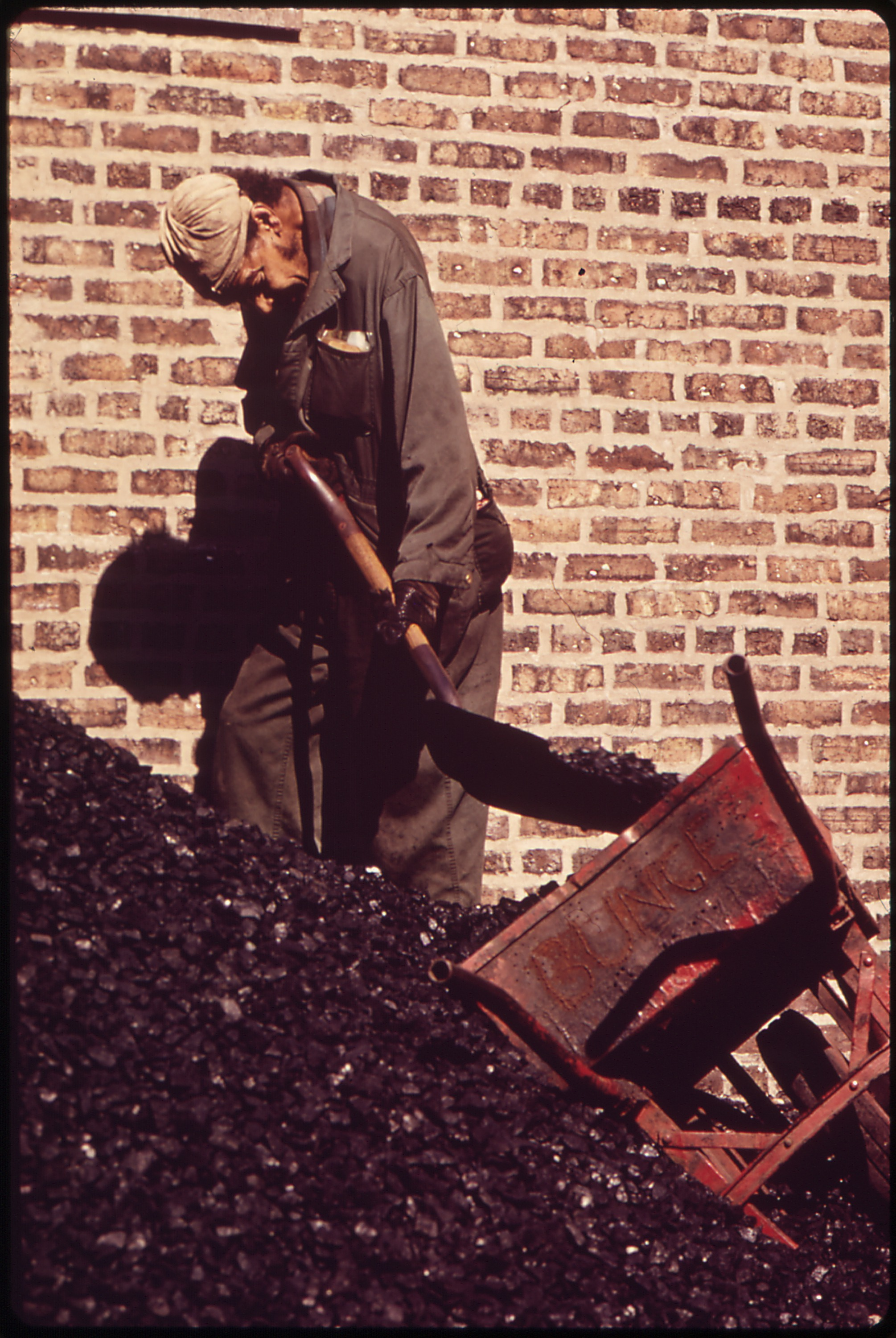
Dodávka uhlí v Rogers parku, Chicago, 1973

Paul Sequeira je americký novinářský fotograf.

## Život a dílo
V období 1960-1980 pracoval jako fotograf deníku Chicago newspaper, pro který obvykle dokumentoval tiskové konference, městské akce, osobnosti, politiky, průmysl a život lidí v reálném životě. Zajímal se jako fotoreportér o sociální nespravedlnost, občanské nepokoje, zajímavé lidi, čtvrti, kde lidé žili, hráli si nebo pracovali.
Během 70. let 20. století se jako fotograf podílel na projektu DOCUMERICA americké agentury pro ochranu životního prostředí.

### Projekt Documerica
Byl součástí projektu DOCUMERICA americké agentury pro ochranu životního prostředí. V období 1971-77 vznikl program sponzorovaný americkou Agenturou pro ochranu životního prostředí (EPA), jehož úkolem bylo pořídit „fotografický dokument subjektů z hlediska životního prostředí“ na území Spojených států. EPA najala externí fotografy k fotografování objektů jako například zeměpisné oblasti s environmentálními problémy, EPA aktivity a každodenní život. Správa národních archivů a záznamů část tohoto katalogu zdigitalizovala a lze v něm najít odkaz na řadu fotografií autora.
Stovky jeho snímků spadají do kategorie public domain a jsou k dispozici na úložišti obrázků Wikimedia Commons.

## Galerie

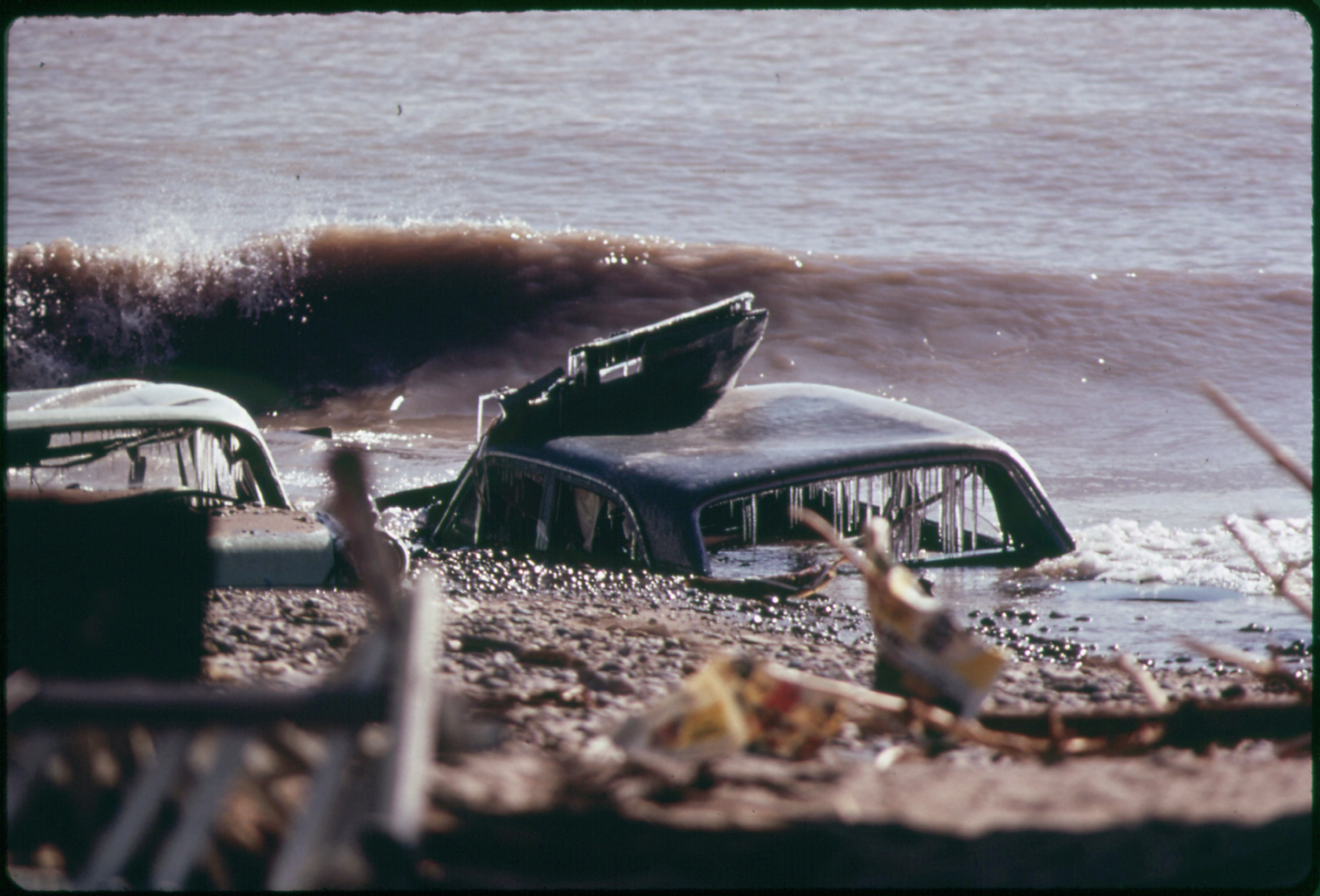
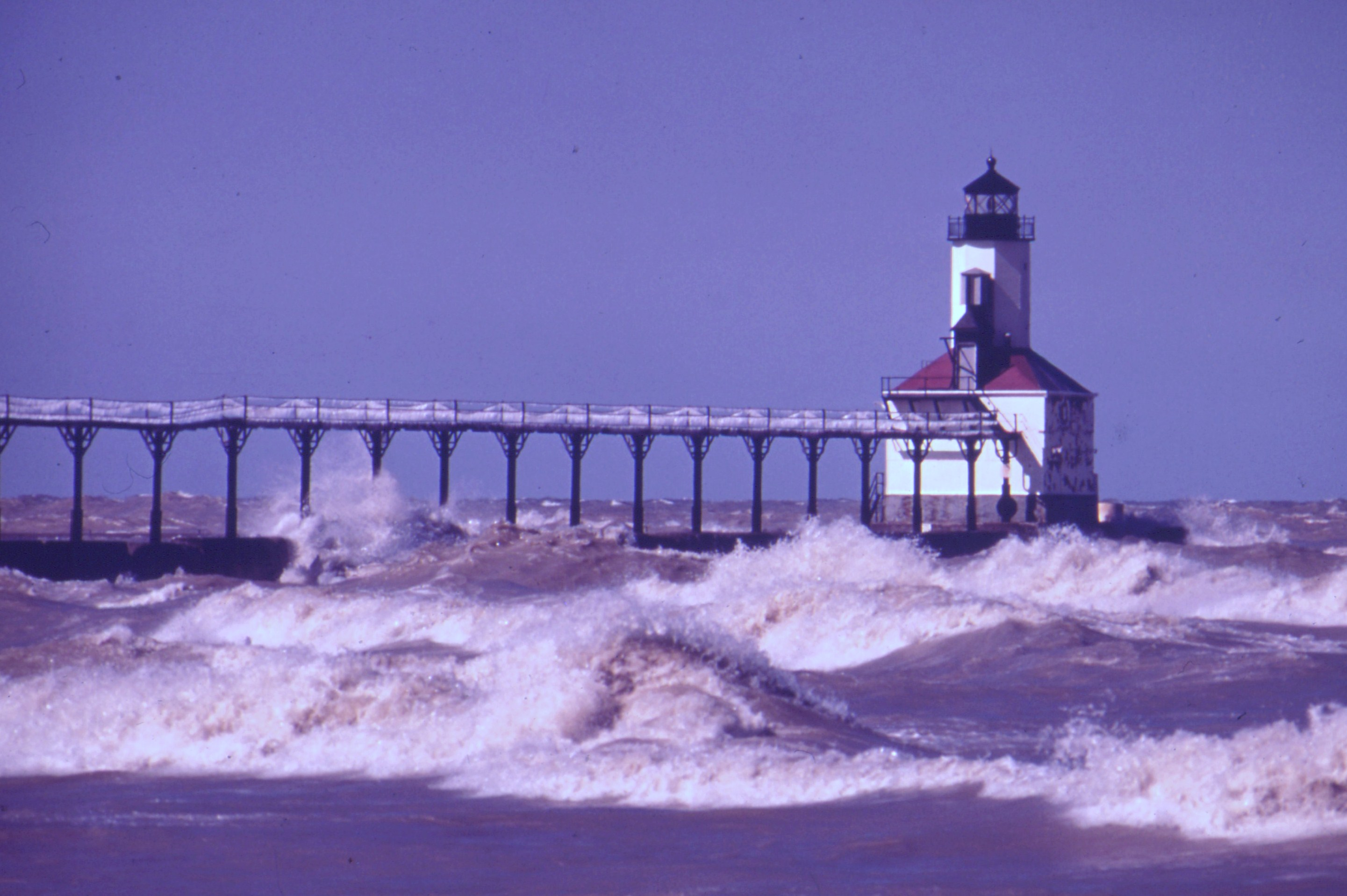
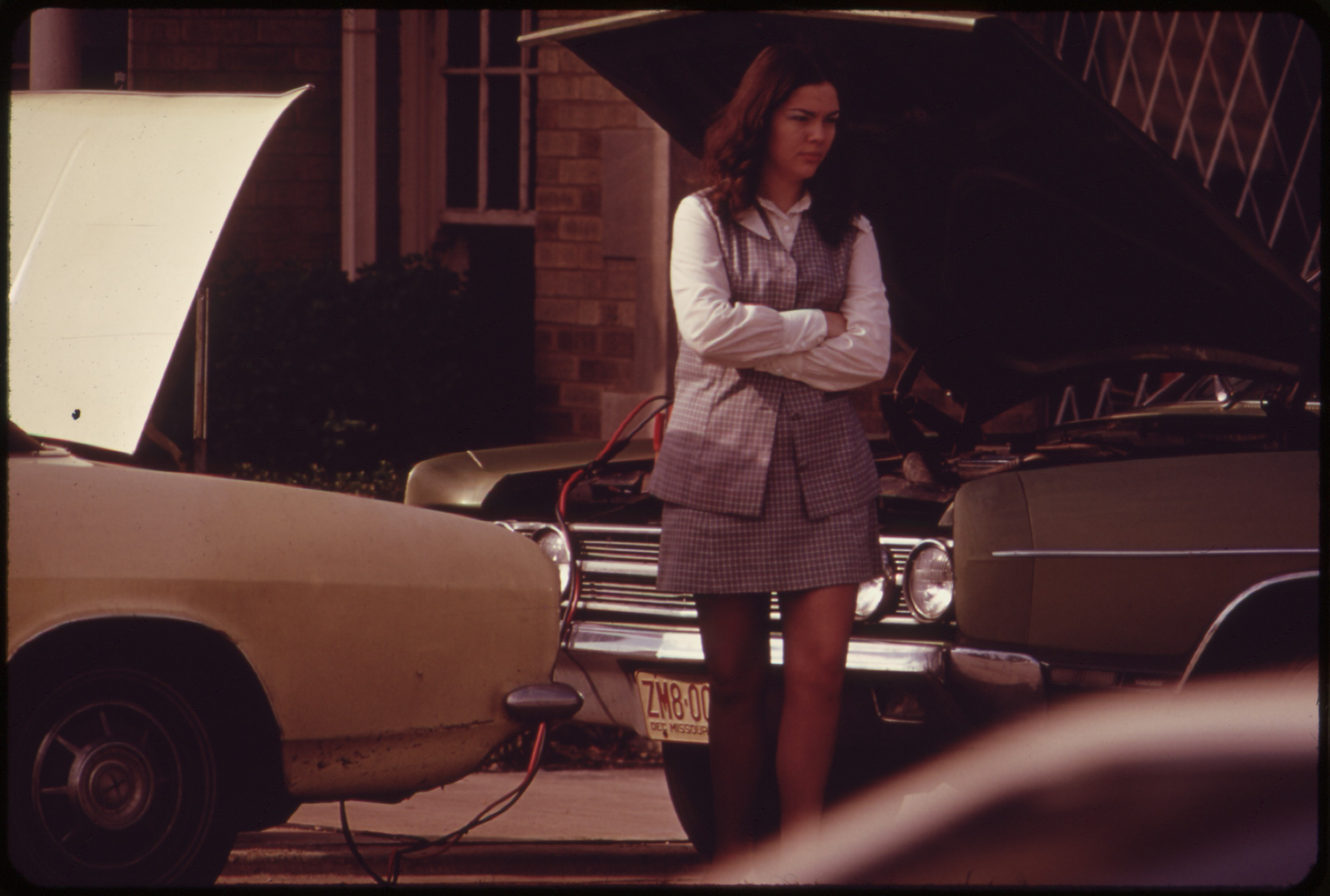
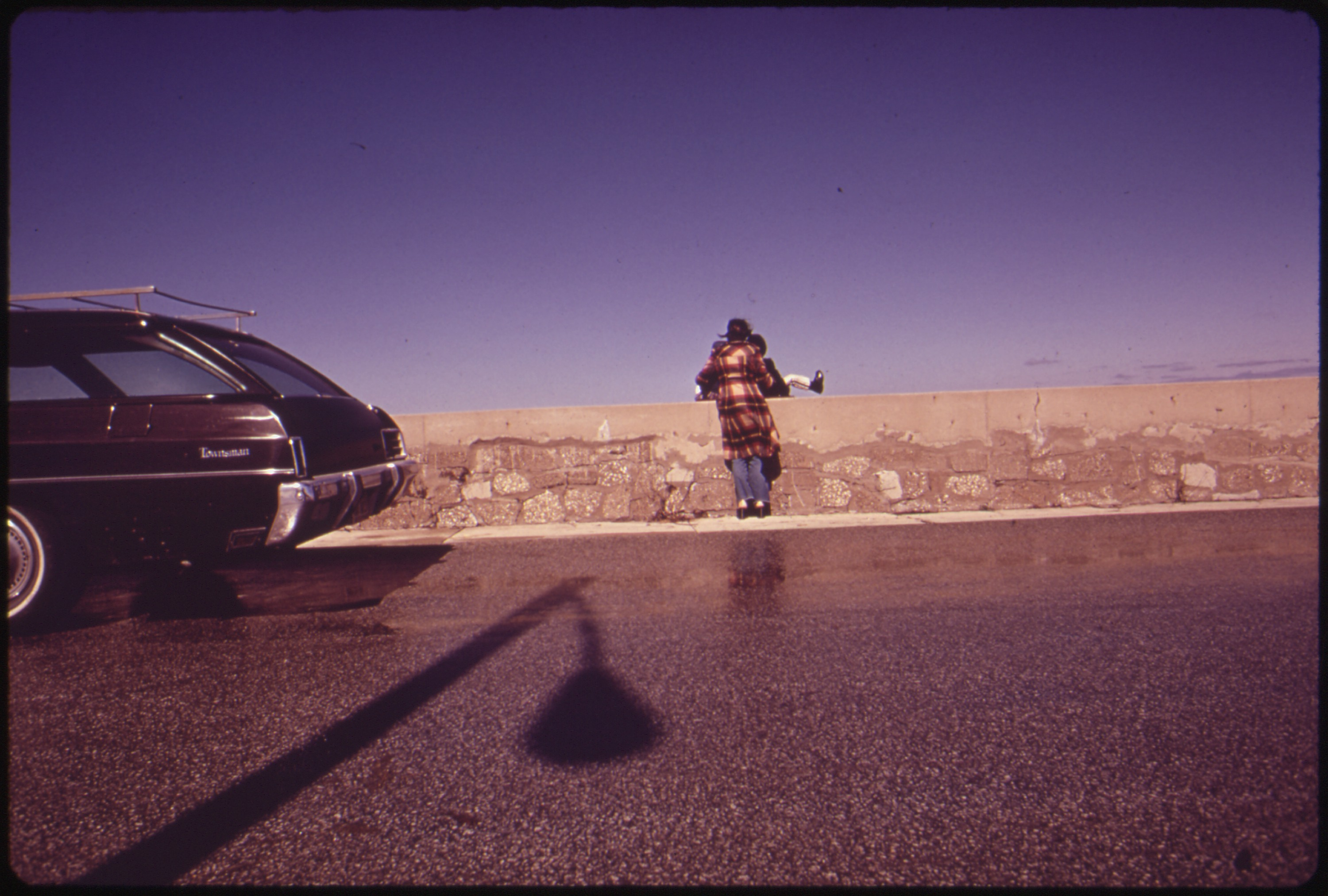
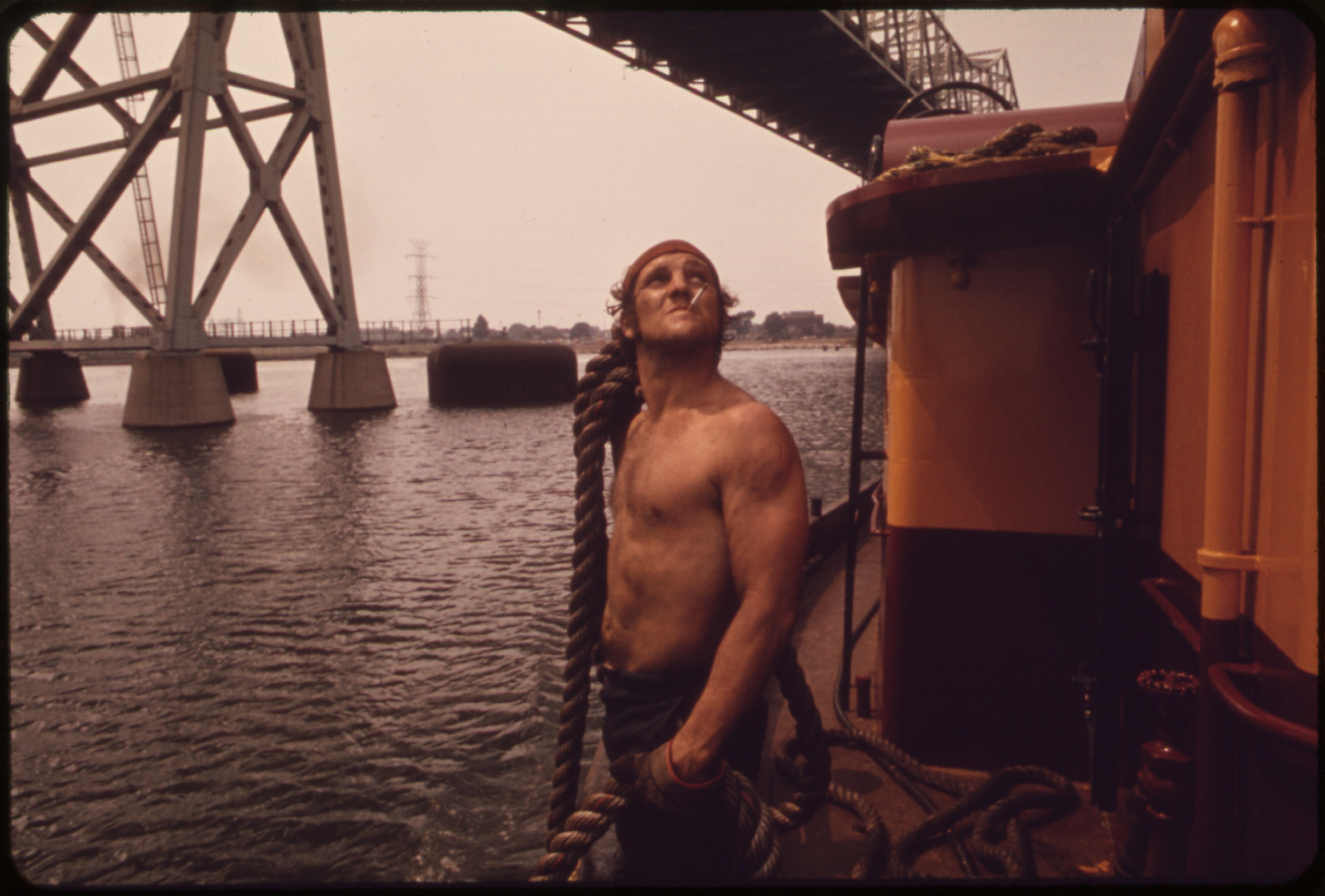
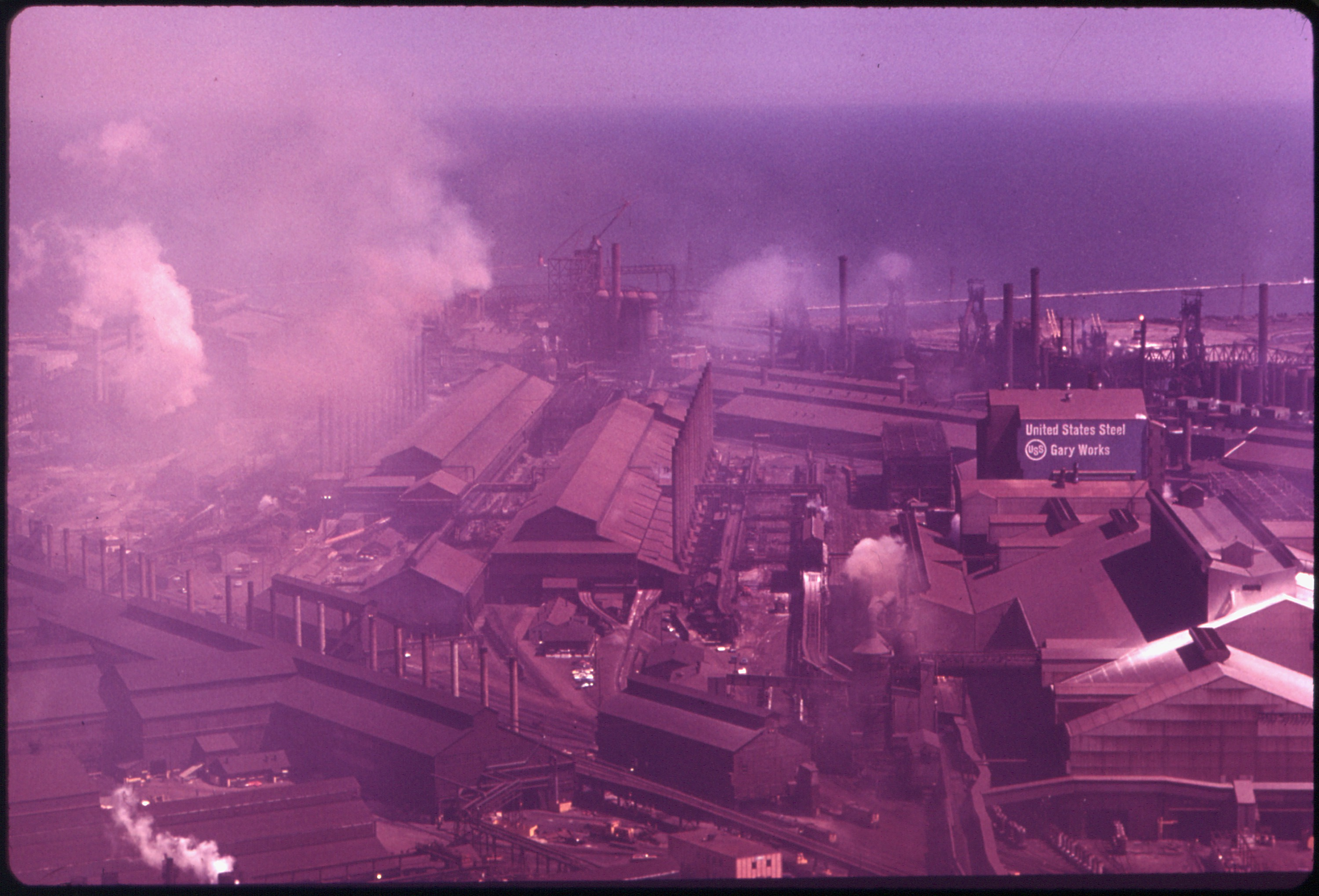
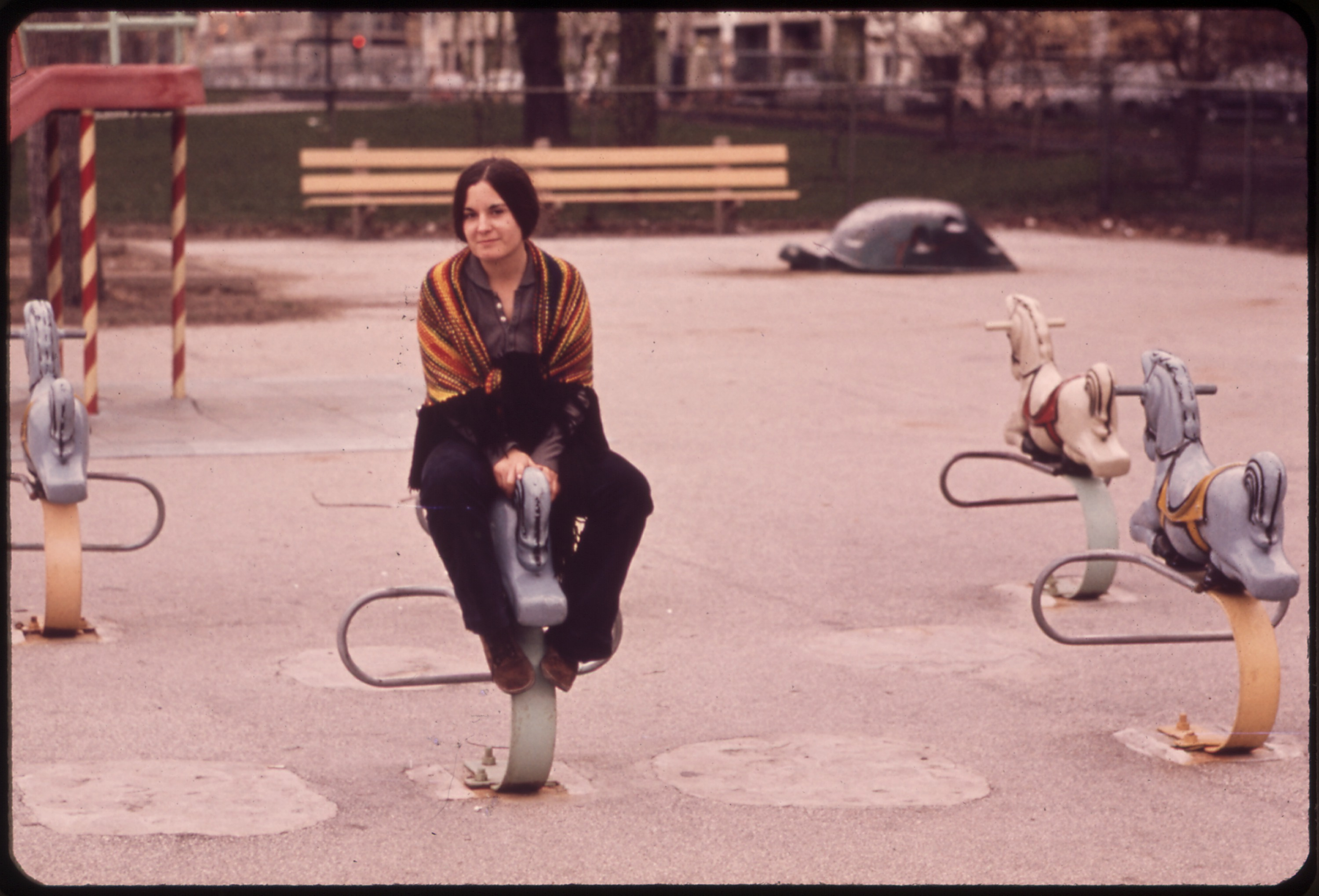
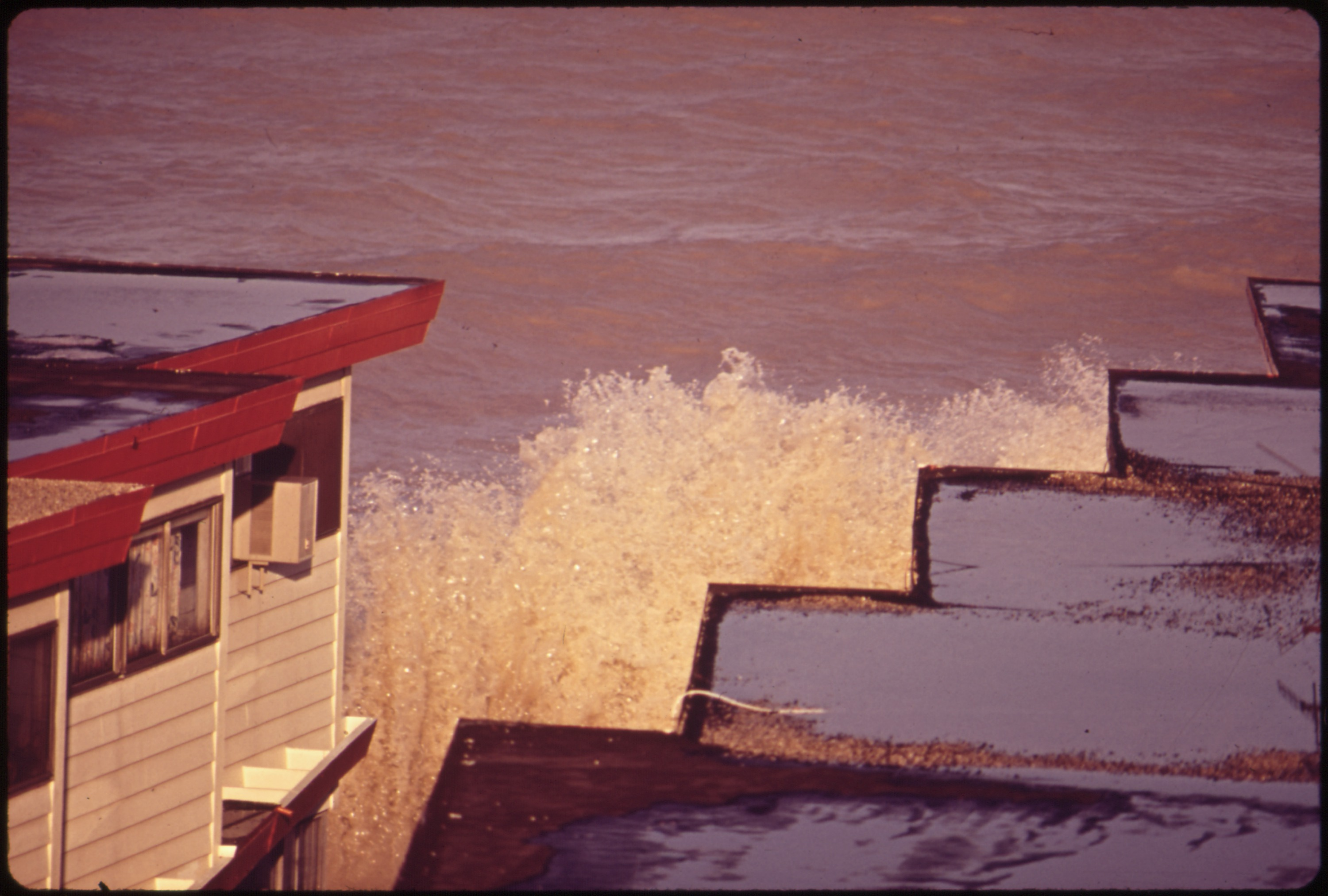
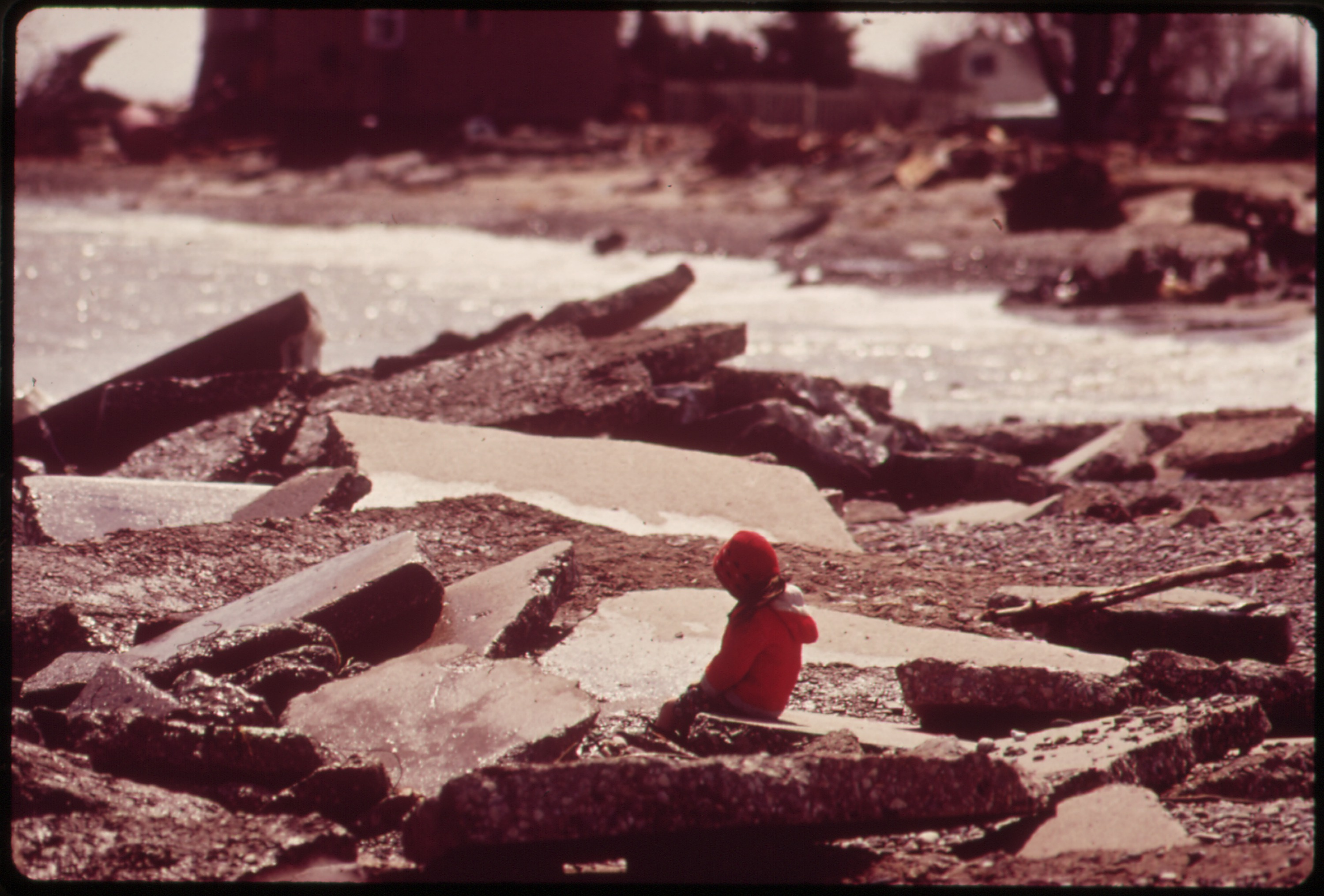
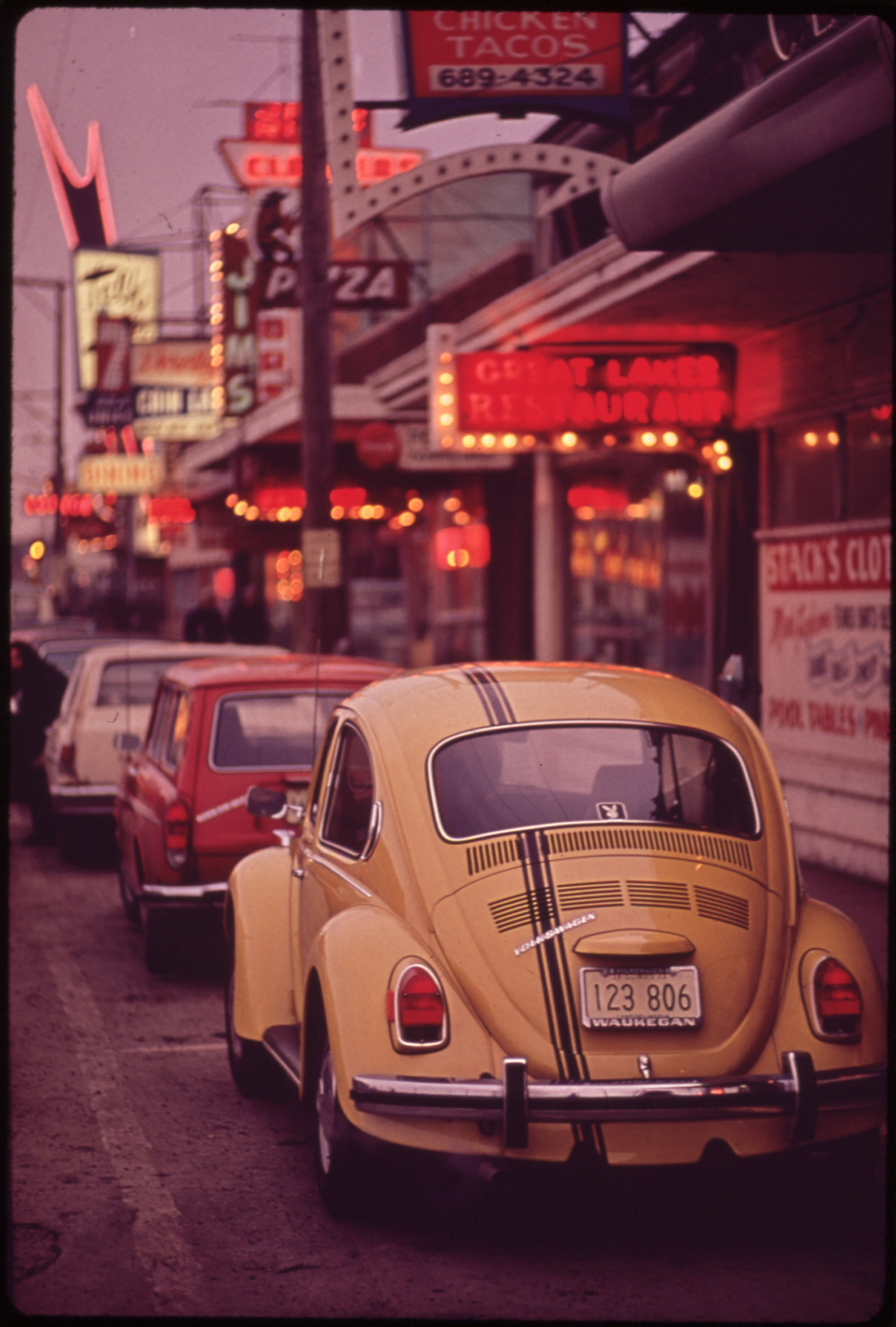
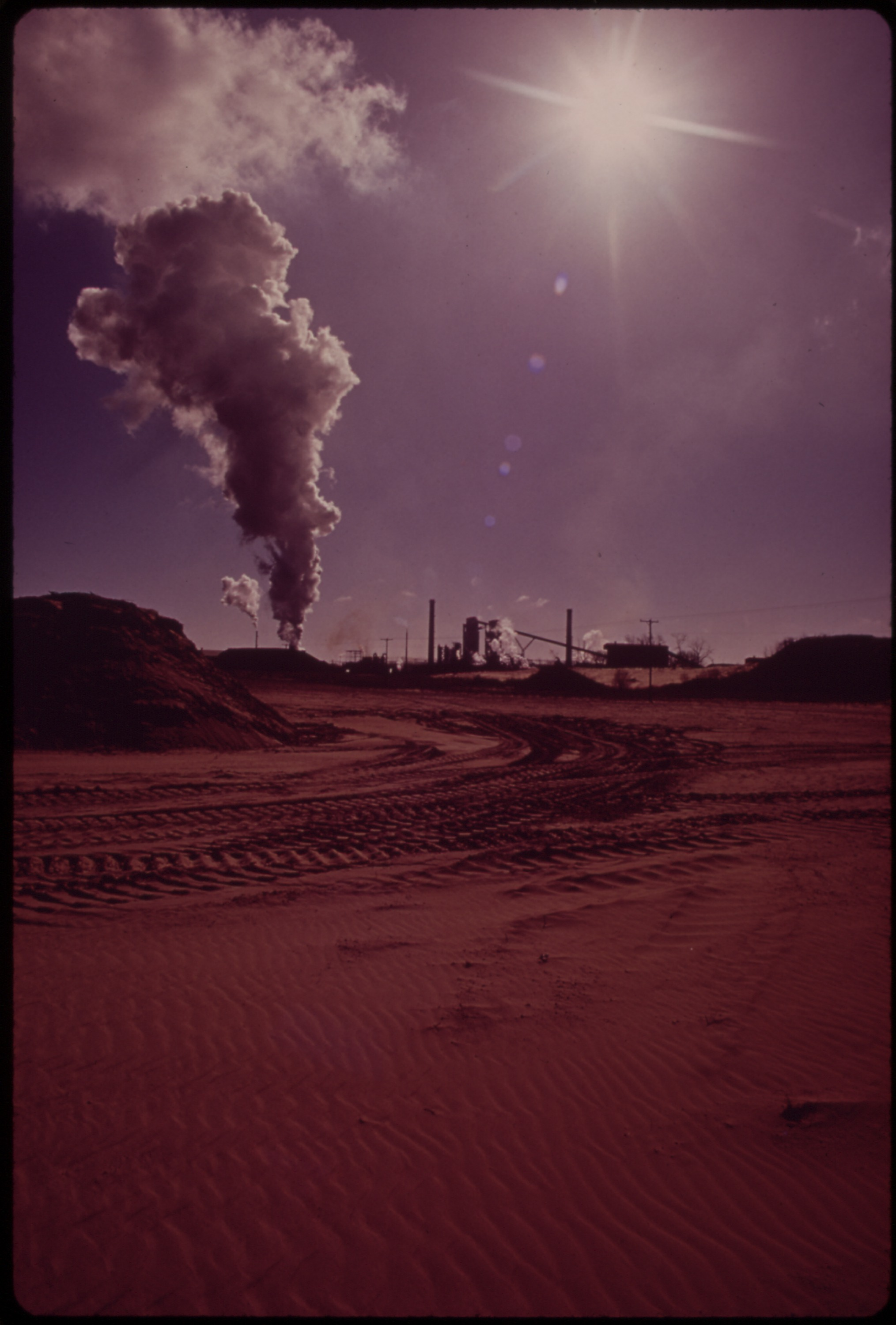
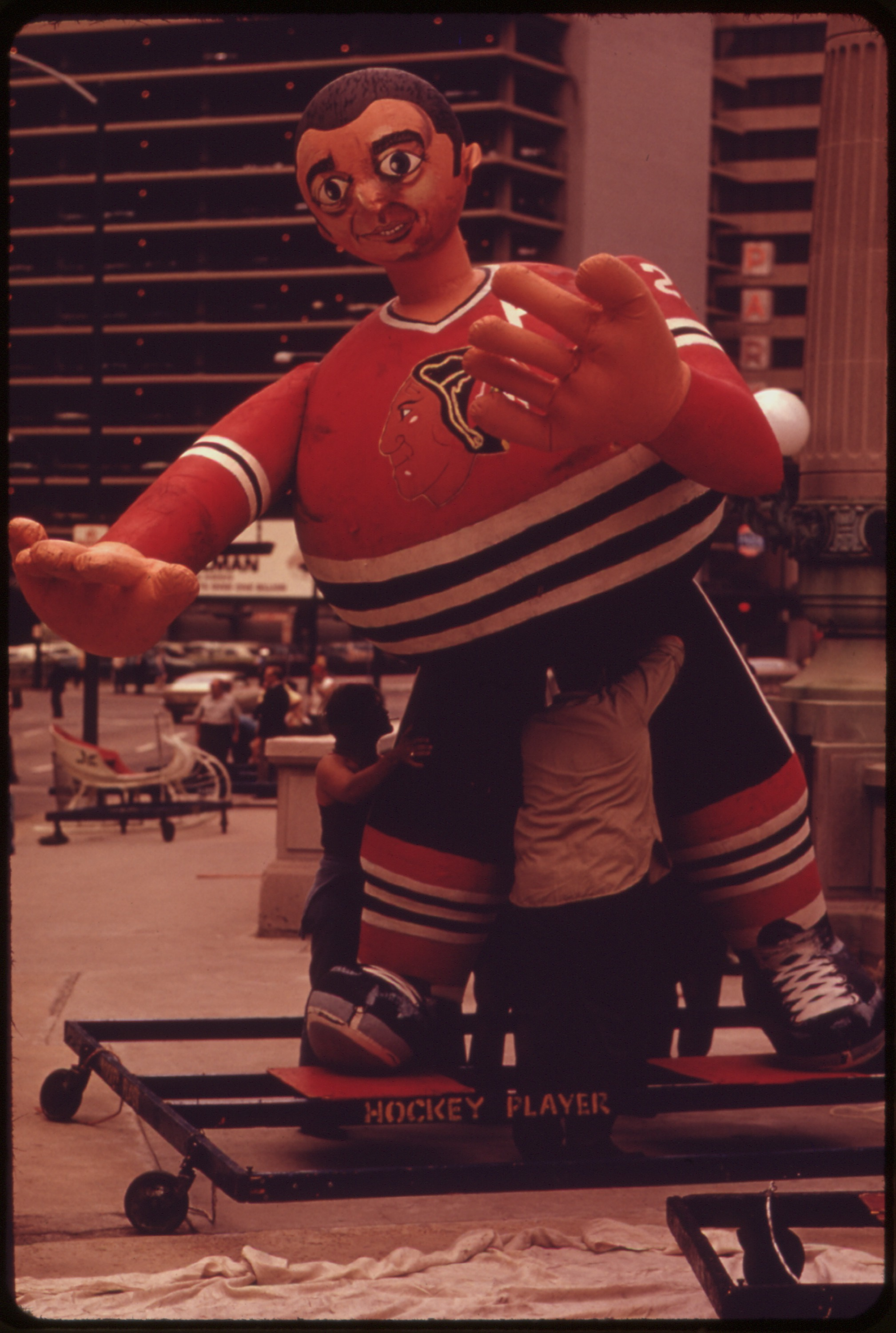
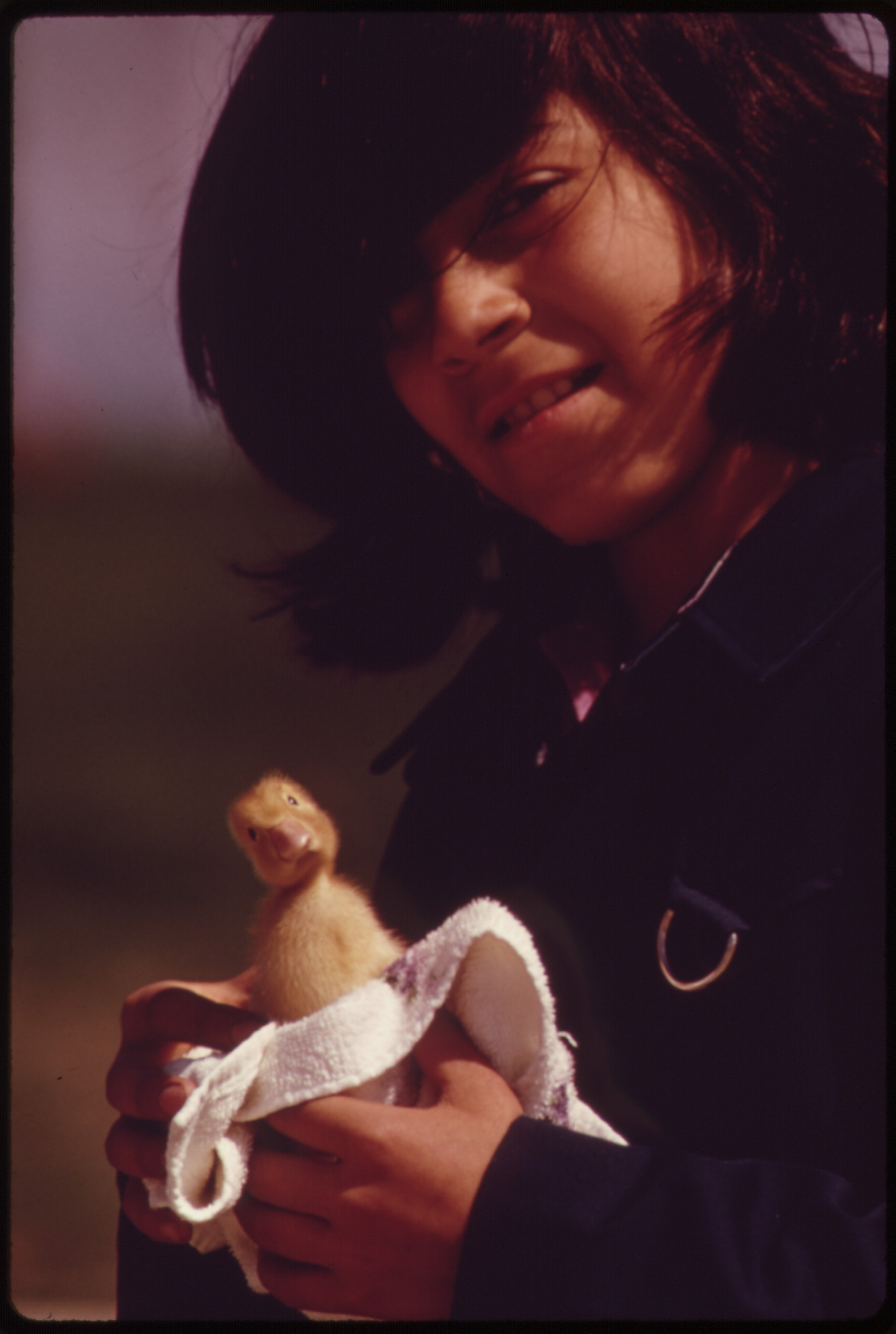